# Eunica fasula
Eunica fasula är en fjärilsart som beskrevs av Hans Fruhstorfer 1909. Eunica fasula ingår i släktet Eunica och familjen praktfjärilar. Inga underarter finns listade i Catalogue of Life.